# 棚原良
棚原 良（たなはら りょう、1987年8月3日 - ）は、沖縄県浦添市出身の元プロハンドボール選手。

## 経歴
当山小学校、浦西中学校、興南高等学校、日本体育大学卒。8歳上の兄の影響と東長濱秀希、石川出に勧誘され小学校2年時にハンドボールを始める。小学校、中学校時代にはそれぞれ全国優勝を経験。興南高校時代は東長濱秀希とともにチームのエースとして活躍し、1年時から主戦力として高校総体優勝。3年時には高校選抜(3連覇)、高校総体、国体の3冠を達成している。日本体育大学では1年時から主戦力として活躍し、2年時の春、秋リーグは得点王に輝く。秋リーグでは1試合20得点を含む102点の歴代最高得点を叩き出した。全日本インカレでは4年連続優勝し、小・中・高・大すべてで全国優勝した。
学生最後の年、両肩関節と右膝全十字靭帯損傷、半月板損傷の手術を行い、約1年実戦から離れることになる。
2010年、卒業後ヨーロッパに行く予定だったが怪我の為、断念。憧れである姜在源、白元喆の影響で大同特殊鋼に入団。その年の国民体育大会で怪我から復帰し、実業団選手として初の日本一を達成。
2011-2012シーズンには日本ハンドボールリーグ優勝。その年の東アジアクラブ選手権では準優勝でベスト7を獲得。2012-2013シーズンには日本ハンドボールリーグ2連覇を達成。2013年11月13日に退団した。
2013年11月21日に琉球コラソンへ加入。2014-15シーズンにはMVP・得点王・ベスト7を含む日本人初の個人5冠を達成。琉球コラソン創設初のプレーオフ進出に大きく貢献した。2015-2016シーズンには2年連続MVPなど個人4冠を達成。2016年には海外挑戦のため退団し、数か国のトライアウトに参加するも、ビザの問題等で契約できず帰国。
2017年10月11日に古巣の琉球コラソンへ復帰することが発表された。
2018年9月に海外挑戦のため退団。同年はポルトガルのスポルティング・クルーベ・ダ・ホルタへ移籍。
2019年4月に琉球コラソンへ復帰。
2020年シーズン途中で琉球コラソンを引退する意向で退団。退団を発表した後、大崎電気からオファーを受けリーグ途中で大崎電気に入団した。
2021年に大崎電気を退団し、第一線から退いた。

## 詳細情報

### 年度別成績
| 年        | チーム     | 試合 | フィールド 得点 | 率   | 7m     | 合計    | 警告 | 退場 | 失格 |
| --------- | ---------- | ---- | --------------- | ---- | ------ | ------- | ---- | ---- | ---- |
| 2010-11   | 大同特殊鋼 | 13   | 21/52           | .404 | 1/3    | 22/55   | 1    | 1    | 0    |
| 2011-12   | 大同特殊鋼 | 14   | 29/62           | .468 | 4/6    | 33/68   | 2    | 0    | 0    |
| 2012-13   | 大同特殊鋼 | 16   | 56/126          | .444 | 5/6    | 61/132  | 1    | 5    | 0    |
| 2013-14   | 大同特殊鋼 | 4    | 3/10            | .300 | 2/2    | 5/12    | 0    | 0    | 0    |
| 2013-14   | 琉球       | 7    | 55/104          | .529 | 8/10   | 63/114  | 4    | 2    | 0    |
| 2013-14計 | 琉球       | 11   | 58/114          | .508 | 10/12  | 68/126  | 4    | 2    | 0    |
| 2014-15   | 琉球       | 16   | 99/201          | .493 | 27/32  | 126/233 | 4    | 4    | 0    |
| 2015-16   | 琉球       | 16   | 109/228         | .478 | 36/43  | 145/271 | 7    | 4    | 0    |
| 2017-18   | 琉球       | 12   | 17/37           | .459 | 2/5    | 19/42   | 3    | 1    | 0    |
| JHL：7年  | JHL：7年   | 98   | 389/820         | .474 | 85/107 | 474/927 | 22   | 17   | 0    |

- 各年度の太字はリーグ最高

### タイトル・表彰

#### 日本ハンドボールリーグ
- 最優秀選手賞：2回 (2014年・2015年)
- ベストセブン賞：2回 (2014年・2015年)
- 得点王：2回 (2014年・2015年)
- フィールド得点賞：1回 (2014年)
- 7mスロー得点賞：2回 (2014年・2015年)

### 記録

#### 日本ハンドボールリーグ
- 通算400得点：2016年2月20日、対北陸電力戦（北陸電力福井体育館フレア）[6]
- 通算600得点：2020年11月21日、対トヨタ紡織九州戦 (和光市総合体育館)

### 背番号
- 2 (2010年 - 2013年)
- 1 (2013年 - 2016年、2017年 - 2018年、2019年 - )
- 6 (2020年 - )

## 代表歴

### 日本代表
- アジア選手権 (2016年)
- ジャパンカップ (2012年)
- ヒロシマ国際大会 (2012年)
- 日韓定期戦 (2008年・2013年)

### 日本代表U-24
- 世界男子学生選手権大会 (2006年・2008年)

### 日本代表U-21
- ジュニアアジア選手権 (2004年・2006年)

### 日本代表U-19
- アジアユース選手権 (2005年)